# Dolichopus arbustorum
Dolichopus arbustorum är en tvåvingeart som beskrevs av Hermann Friedrich Stannius 1831. Dolichopus arbustorum ingår i släktet Dolichopus och familjen styltflugor. Arten är reproducerande i Sverige. Inga underarter finns listade i Catalogue of Life.